# Miniatúra

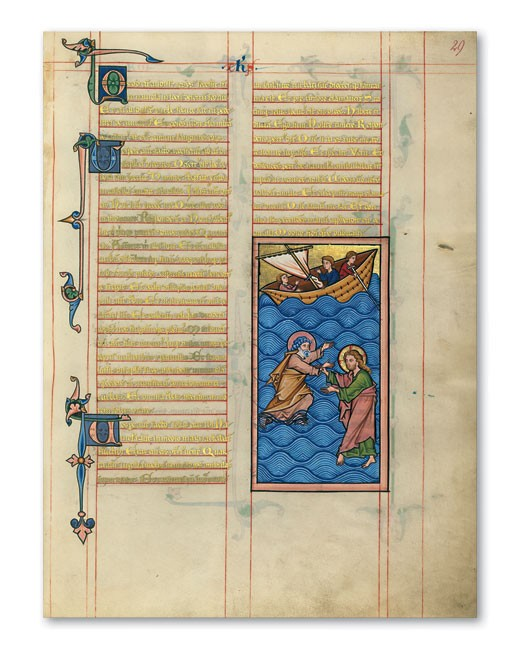
Mainzi evangélium (Codex Aureus 1250)

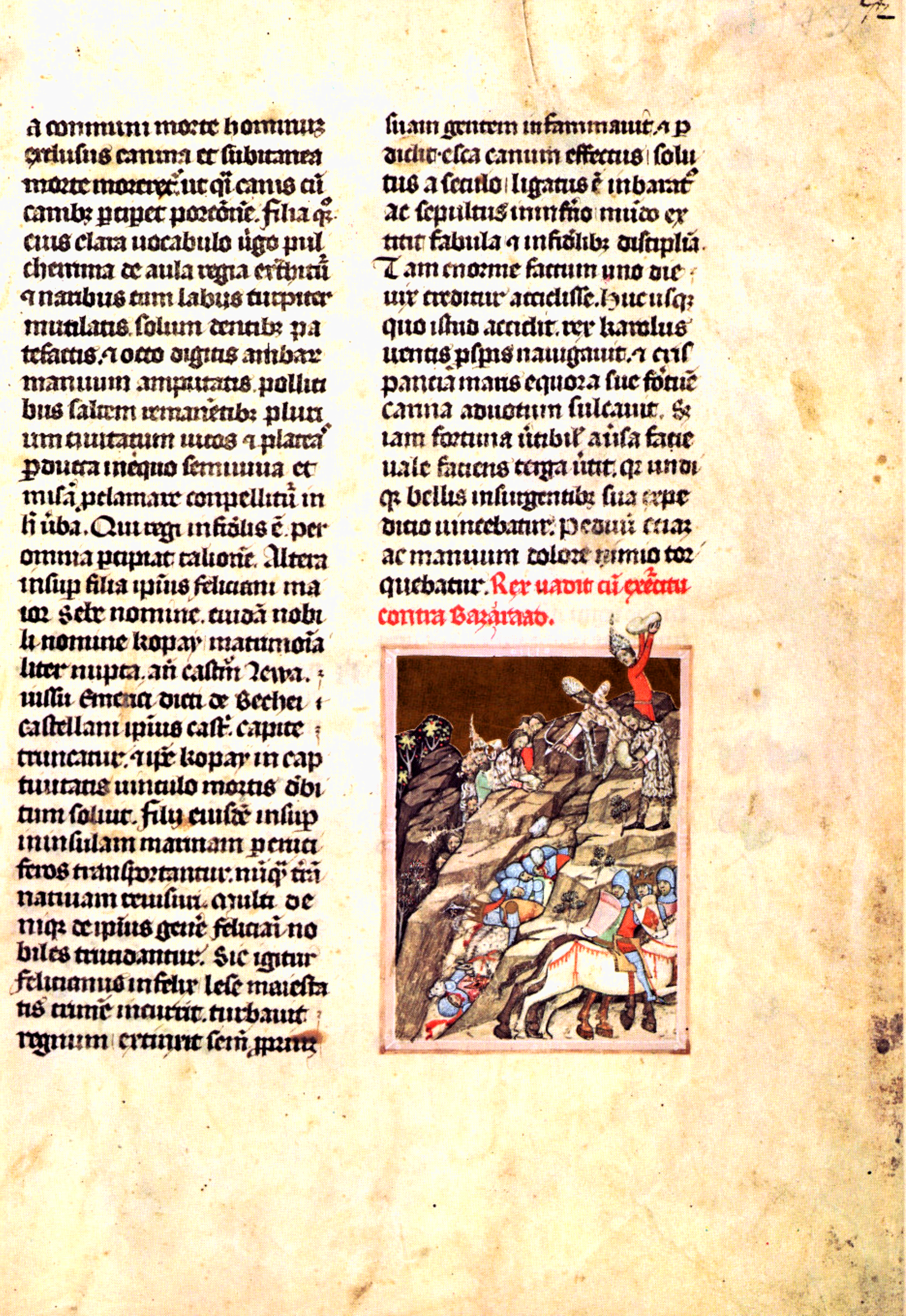
Miniatúra a Képes krónika 143. lapján 1360)

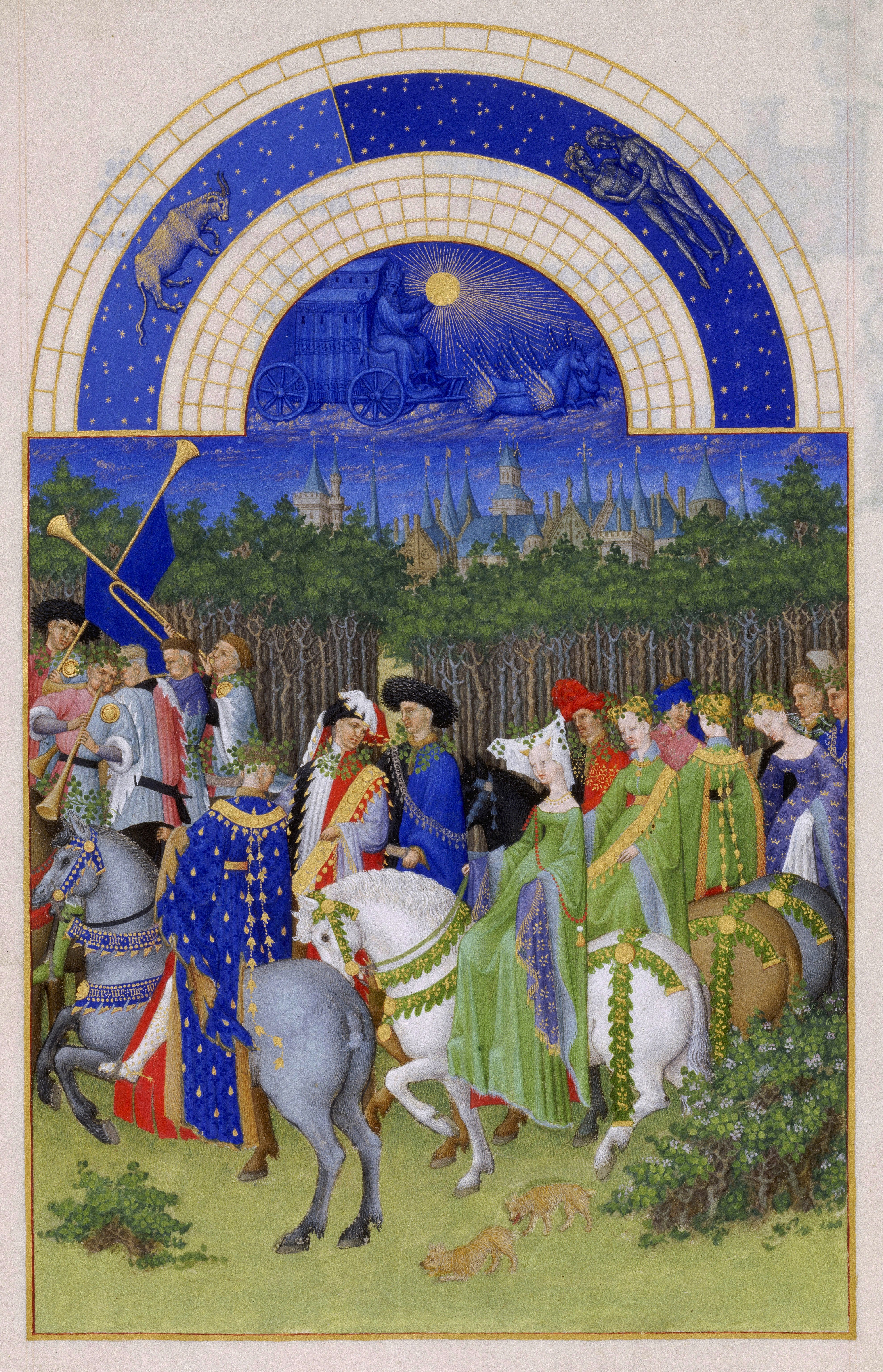
Limbourg testvérek: Május (1410)

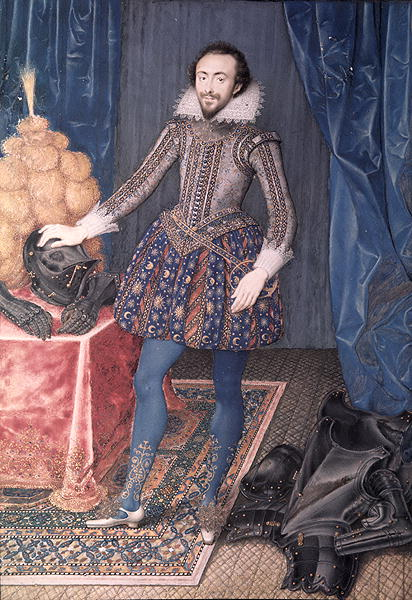
Richard Martin fitz Oliver (1602-1648) egész alakos képe (1616) Festette: Isaac Oliver

Miniatúra (miniatúrafestés, miniatúrafestészet, miniatűrfestés, miniatűrfestészet, miniatűr kép) kis kép pergamenen, papíron, fatáblán, fémen, vásznon vagy bármilyen hordozón. Díszít szöveget, kódexet, könyvet vagy bármilyen hordozón önállóan jelenik meg.

## A miniatúra keletkezése
Kezdetben a kézzel írott kódexek díszes kezdőbetűinek (iniciálé) egész oldalas vagy szövegbe illesztett kisebb képeinek vagy szövegkeret-díszítményének összefoglaló elnevezése, a könyvdíszítés legősibb formája. Maga az elnevezés a betűhatás élénkítésére alkalmazott vörös festék (mínium) nevéből származik. Azokat az írástudókat, akik a betűket élénkítő vörös bélésvonalakat vagy a közbevetett vörös betűket írták a szövegbe, miniátoroknak, a szövegírókat scriptoroknak, rubricatoroknak, a díszítmény és képfestőket pictoroknak, illuminátoroknak nevezték.
A könyvek másolói és díszítői a középkorban szinte kizárólag a szerzetesek voltak, akik a kolostori műhelyekben (sciptorium) dolgoztak. Korábban pergamenlapra, később merített rongypapírra másoltak, a díszítést tollal, ecsettel és aranyozással (ez utóbbit mindig bolus alapra rakták fel valódi por- vagy laparanyból) készítették. A fekete színt lámpakoromból nyerték, a többi színt porfestékből. A színek kötőanyaga gouache vagy temperakészítmény volt.

## A miniatúra történeti fejlődése
A miniatúra történeti fejlődése általában párhuzamos a monumentális művészetekével, de egyes korszakokban megelőzte azokat. Legrégibb leletek egyiptomi sírokból előkerült papiruszokon találhatók (Múzeum, Kairó). Görög emlékek e vonatkozásban nem maradtak ránk, de a római miniatúra stílusára következtethetünk a 4. század egyik Vergilius kéziratának miniatúráiból (Vatikáni Könyvtár). A miniatúrák festése főleg a keletrómai birodalomban a bizánci művészetben virágzott az 5-7. századig, bizonyítják ezt a bécsi Genezis, a Dioskorides-kézirat, a firenzei biblia és a vatikáni 10 méteres Józsua-pergamentekercs díszítései.
A 8. századtól a bizánci birodalom hanyatlásával a miniatúrák festésének intenzitása is alább hagyott, az európai kontinens északi felében, főleg ír területen virágzott fel ismét az ottani elszigetelt kolostorokban. Növényi ornamentikában és figurális emberi és állati ábrázolásban gazdag miniatúrák születtek, amelyek aztán a vándor ír szerzetesek révén más európai kolostorokban is elterjedtek, köztük a svájci Sankt Gallen-i kolostorban, az észak-itáliai Bobbióban.
A 9. század elejétől német, francia, németalföldi, spanyol, portugál területeken is fellendül a miniatúrák festése, az addigi díszítő jelleg helyett a szövegábrázolás kerül előtérbe. Ezt nevezzük Karoling művészetnek, sőt Karoling-reneszánsznak, amely a kódexdíszítésben adta a legtöbbet, amelyet a legjelesebb apátságokban műveltek, köztük Saint-Bertinben, Fleuryben, Saint-Germain d'Auxerre-ben és Saint-Martial de Limogesban. A Karoling-kor legjobban megírt krónikája az a történeti gyűjtemény, amelyet 991-995 között Richter szerkesztett a reimsi iskolában. Igen termékenyítőleg hatottak a miniatúrafestésre a keresztény spanyol scriptóriumok, főleg a cantabriai sáv és Katalónia, amelyeken keresztül az iszlám művészet csillogása, tudománya és kifinomult ízlése is beszivárog Európába. Majd ezek a miniatúrák aztán felkerülnek a templomok falaira freskónak, táblákra oltárképnek.
A Karoling-stílust a kódexfestésben a szigorúbb, rajzos, szabályos Ottó-kori művészet követi. A 10-11. században a német kolostorok kerülnek a miniatúrafestés élére, a témaválasztás elvilágiasodik, világi tárgyú kéziratokat is illusztrálnak és díszítenek miniatúrákkal. Megszületnek a román kor legszebb miniatúrái, köztük 1160 körül a Hortus deliciarum, a hannoveri evangeliarum, az 1193-ból való stuttgarti psalterium.
Magyar területen a Magyar Anjou Legendárium (1333) és Kálti Márk Képes krónikája (1360) gazdagon illusztrált miniatúrákkal.
A gótikus stílus időszakában még mindig a kolostorokban készül a legtöbb mű, de már világi műhelyek is alakulnak, s a miniatúrafestészet együtt fejlődik a többi művészeti ággal. 1400 körül híresek voltak a Limbourg testvérek miniatúrái, festettek színpompás jeleneteket és mögé tájat is. Kiválóan illusztrálja e tényt ama kalendárium, amelyet az egyik gazdag burgundiai Berry herceg rendelt a Liombourg testvérektől, e kalendáriumon belül is csodálatunkat váltja ki a május hónaphoz festett miniatúra. Az udvari népség tavaszi ünnepét látjuk a képen, majdnem valószerű életkép a kis miniatúra, amelyet valószínűleg nagyítóval festettek. A festő már tájba helyezi a jelenetet, igaz, hogy ez még mindig műtermi táj és nap, de a vonulók színes kavalkádja már zsánerképnek tetszik.
A miniatúrák elkészítésének technikája is megváltozott, a tollrajzot felváltja az ecsettel való festés. A reneszánsz idején már teljesen a világiak kezébe kerül a miniatúrák festése. A 15-16. századtól, a könyvnyomtatás időszakától pedig a fa- és rézmetszetes illusztráció lép a miniatúrák helyébe. Magyar vonatkozásban példa rá Thuróczi János krónikája (Chronica Hungarorum), amely 1488-ban nyomtatásban jelent meg Augsburgban és Brünnben fametszetes illusztrációkkal.

## Miniatűr képek
Miniatúrának vagy miniatűr arcképnek nevezik a 16. század közepétől a 19. század közepéig igen divatos kisméretű, papírra, fémre vagy elefántcsont lapocskára festett arcképeket. Ezen arcképek élénk színezésűek, finoman, aprólékosan kidolgozottak. Divatjukat a fényképezés feltalálása sodorta el. Királyi udvarokban, főrangúak udvarában szinte folyamatosan tevékenykedtek az építőmesterek, szobrászok, asztalosok, szabók mellett arcképfestők is, köztük a velencei Rosalba Carriera, vagy I. Erzsébet angol királynő udvari festője, Nicholas Hilliard, majd Isaac Oliver, I. Jakab angol király udvarában.
Manapság szokásban van miniatúrának vagy miniatűrnek nevezni azon kisméretű képeket, amelyeknek sem szélessége, sem hosszúsága nem haladja meg a 20 cm-t.